# 將軍澳嶼
將軍澳嶼，為臺灣澎湖縣望安鄉之島嶼，位在望安島東南東方，為該鄉六座有人居住的島嶼之一。與望安島以寬約330公尺的門仔海峽相隔。

## 名稱
地名由來是因明末有鄭成功部下李胤、李襲兩位將軍駐守而得名，島上西側亦有一間李府將軍廟，主祀李府將軍。

## 概況

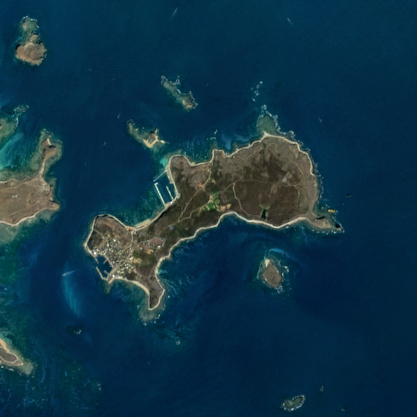
哨兵2號衛星拍攝的將軍澳嶼

面積1.5578平方公里，居望安鄉第二大。人口數居全鄉之首，村內樓房櫛比而立，加上過去村人經濟活動的繁榮，使得將軍澳嶼昔日有「小香港」、「小高雄」的雅號。特產為文石及珊瑚，目前因開發過度已禁採。本島因人口較多，設有澎湖縣立將澳國中與澎湖縣立將軍國小兩所學校。另外，島上其他公部門或公共建設包含：衛生所衛生室、鄉公所候船室、復健中心、鄉立托兒所、數位機會中心，縣警局望安分局將軍派出所，以及海巡署第七總隊將軍南漁港安檢所。將軍澳嶼的漁業雖然已經沒落，但是將軍漁民卻把他們過去的驕傲反映在宮廟文化上。島上三座主要的宮廟有李府將軍廟、永安宮、天后宮。

## 交通

### 空運
將軍澳嶼無機場，須乘船舶至望安島轉搭飛機（望安航空站）往高雄。

### 海運

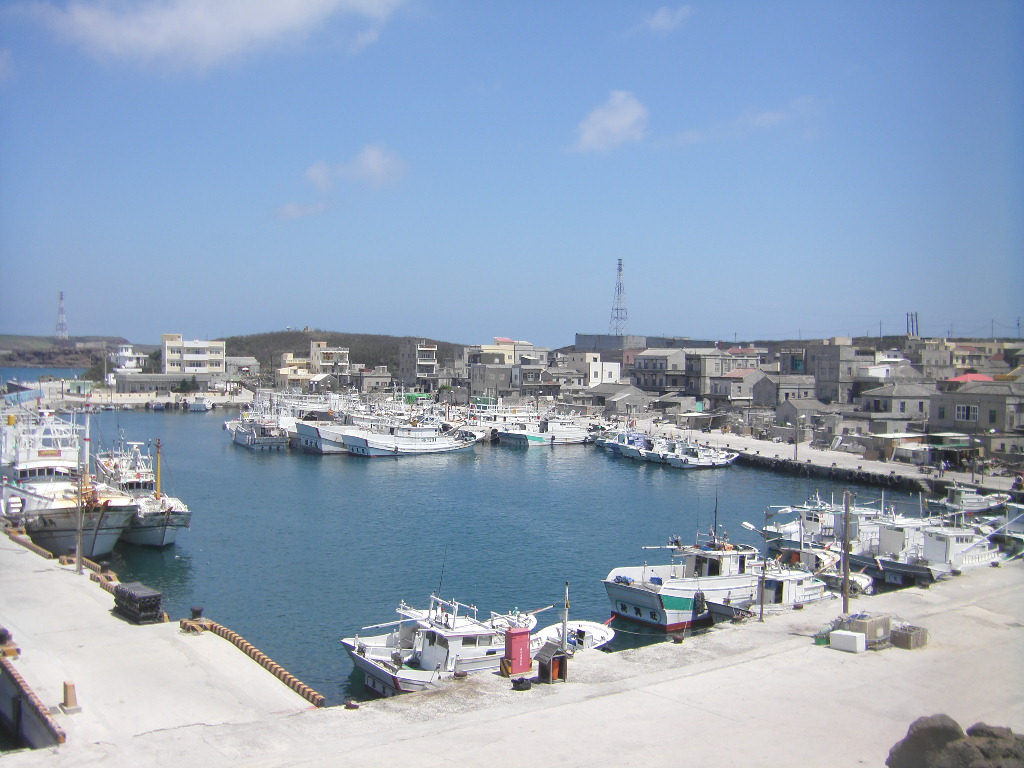
將軍澳嶼西側的將軍南漁港

將軍嶼共有兩座港口，分別位於島嶼西側與西北側。依據漁業署資料，分別為將軍南漁港（將軍漁港）與將軍北漁港（后宮漁港），依漁業法分類兩者皆為第二類漁港。
將軍南漁港，港深3公尺，面積25,000平方公尺，因位於島嶼背風側且與望安島潭門港遙遙相對，故為將軍嶼聚落（將軍村）所在地，成為居民主要進出交通門戶。設籍將軍南港船筏高達百餘艘，漁業從業人口眾多，早期將軍澳更被人稱為「船長的故鄉」。然本地市場較小且漁業設施不足，漁民需赴馬公或七美交易與補給。
將軍北漁港因天后宮位於港邊，亦有人稱「后宮港」，或因位於村後，而稱「後港」。將軍北漁港離聚落較遠，故主要交通與漁業皆以南港為主。設籍將軍北港之漁船不足十艘。然而將軍北港座東朝西，使得該港為颱風期間之良好避風港。

#### 公營交通船
鄉公所於週一到週五期間安排「將軍之星」快艇定時往返望安、將軍二島，航程約4至5分鐘。
欲從將軍往返馬公本島者，須搭小船至望安再轉乘噸數較大的交通船（相對的，從馬公本島欲至將軍，則必須到達望安後才能轉船至將軍）。目前定時往返望安至馬公本島的公營交通船，為澎湖縣公共車船管理處經營的350噸級南海之星客、貨兩用交通船。望安至馬公的航程約50分鐘。

#### 民營交通船
往返望安島有漁船兼營的渡輪，如欲搭乘可就近洽詢海巡署安檢所弟兄，其航程約5至15分鐘。
往返望安、將軍至馬公本島的大型民營交通船，為198噸的「光正六號」客、貨兩用交通船，
「光正六號」每天定時於早上約7點（冬令時間約7點30分）從望安出發至將軍，再從將軍開往馬公本島；下午約2點30分，則從馬公本島南下開往將軍，再從將軍開往望安，航程約50至60分鐘（視氣候、船隻狀況而定）。
夏令時間（冬天之前），每天都有民營小型遊艇加入運輸往返望安至馬公（馬公至望安）的旅客行列，航程約40分鐘。冬令時間，由於受到澎湖強烈的東北季風影響，一般民營的這些快艇都會停止行駛。

### 陸路
將軍澳嶼環島濱海公路至2023年前僅餘船帆嶼北段尚未鋪設，然2023年已鋪設完成，有完整的環狀公路。島上主要交通工具為機車，雖多數居民住在島上西南側港口邊，但仍需要機動交通工具。

#### 望將大橋
橫跨將軍、望安兩島的望將大橋於1995年12月16日依據行政院台一四交44418號函核定列入「澎湖生活圈道路系統建設計畫」內執行，台灣省公路局於1997年委託規劃設計，由朝國營造廠得標，並於2002年11月10日開工興建。望將大橋連接澎湖望安鄉本島與將軍嶼，主橋長440公尺，加上兩端引道總長1,753公尺，為懸臂式設計，號稱完工後是全台最長的懸臂式大橋。但是礙於技術難度、建材物料上漲等因素，工程進行至38%進度時，包商便棄標停工，再次招標作業後，仍陸續流標7次。
2008年8月15日，交通部做出停工結案的決定，並於9月拆除，原先建造的引道與橋墩迄2013年已拆除完畢。

## 教育
- 澎湖縣望安鄉將軍國民小學
- 澎湖縣立將澳國民中學

## 名人
- 徐坤泉
- 葉開佛

## 外部連結
- 將軍國小鄉土教材 （页面存档备份，存于）
- 將澳國中校網 （页面存档备份，存于）

（页面存档备份，存于）